# Tercera División de España 1967-68
La temporada 1967–68 de la Tercera División de España de fútbol corresponde a la 31.ª edición del campeonato y se disputó entre el 3 de septiembre de 1967 y el 7 de julio de 1968.

## Sistema de competición
La Tercera División de España 1967-68 fue organizada por la Federación Española de Fútbol (RFEF).
El campeonato contó con la participación de 230 clubes divididos en quince grupos. La competición siguió un sistema de liga, de modo que los equipos de cada grupo se enfrentaron entre sí, todos contra todos en dos ocasiones -una en campo propio y otra en campo contrario- sumando un total de treinta jornadas. El orden de los encuentros se decidió por sorteo antes de empezar la competición.
Se estableció una clasificación con arreglo a los puntos obtenidos en cada enfrentamiento, a razón de dos por partido ganado, uno por empatado y ninguno en caso de derrota. En caso de empate a puntos entre dos o más clubes en la clasificación, se tuvo en cuenta el mayor cociente de goles. 
Los primeros clasificados de cada grupo disputaron la Fase de Ascenso en sistema de eliminatorias a doble partido a partir de octavos de final. Los cuatro vencedores de los cuartos de final ascendieron a Segunda División.
Los segundos clasificados de cada grupo disputaron la Promoción de Ascenso en sistema de eliminatorias a doble partido a partir de octavos de final. Los cuatro vencedores de los cuartos de final se enfrentaron en otra eliminatoria a los séptimos y octavos clasificados de los dos grupos de Segunda División para decidir ascenso o permanencia según el caso.
Hubo una excepción en el grupo catalán, los dos grupos históricos catalanes permanecían intactos pero jugaban en un único grupo con mayor número de equipos que el resto. Los dos primeros clasificados disputaron la Fase de Ascenso, mientras que el tercer y cuarto clasificado jugaban la Promoción de Ascenso.
A causa de la reestructuración de la categoría hubo un número mayor de descensos a categoría regional.

## Clasificaciones

### Grupo I
| Pos. | Equipo                     | Pts. | PJ | G  | E | P  | GF | GC | Dif. | Clasificación                                            |
| ---- | -------------------------- | ---- | -- | -- | - | -- | -- | -- | ---- | -------------------------------------------------------- |
| 1    | C. D. Orense               | 60   | 30 | 30 | 0 | 0  | 98 | 7  | +91  | Acceso a Promoción de ascenso para campeones de grupo    |
| 2    | S. D. Compostela           | 51   | 30 | 23 | 5 | 2  | 93 | 23 | +70  | Acceso a Promoción de ascenso para subcampeones de grupo |
| 3    | Fabril Deportivo           | 41   | 30 | 18 | 5 | 7  | 62 | 24 | +38  |                                                          |
| 4    | C. D. Lugo                 | 39   | 30 | 16 | 7 | 7  | 58 | 34 | +24  |                                                          |
| 5    | Club Gran Peña             | 33   | 30 | 14 | 5 | 11 | 60 | 55 | +5   |                                                          |
| 6    | Atlético Pontevedrés C. F. | 32   | 30 | 13 | 6 | 11 | 50 | 37 | +13  |                                                          |
| 7    | Atlético Orense            | 32   | 30 | 12 | 8 | 10 | 32 | 32 | 0    |                                                          |
| 8    | Alondras C. F.             | 30   | 30 | 12 | 6 | 12 | 39 | 47 | −8   |                                                          |
| 9    | Club Lemos                 | 28   | 30 | 10 | 8 | 12 | 29 | 32 | −3   |                                                          |
| 10   | Arosa S. C.                | 26   | 30 | 9  | 8 | 13 | 35 | 41 | −6   |                                                          |
| 11   | Turista S. C. (D)          | 25   | 30 | 8  | 9 | 13 | 36 | 43 | −7   | Descenso a Categoría Regional                            |
| 12   | Arsenal C. F. (D)          | 21   | 30 | 10 | 1 | 19 | 28 | 60 | −32  | Descenso a Categoría Regional                            |
| 13   | C. F. Calvo Sotelo PGR (D) | 18   | 30 | 8  | 2 | 20 | 32 | 76 | −44  | Descenso a Categoría Regional                            |
| 14   | Rápido de Bouzas (D)       | 18   | 30 | 7  | 4 | 19 | 35 | 80 | −45  | Descenso a Categoría Regional                            |
| 15   | Órdenes S. D. (D)          | 15   | 30 | 5  | 5 | 20 | 37 | 71 | −34  | Descenso a Categoría Regional                            |
| 16   | Brigantium C. F. (D)       | 11   | 30 | 4  | 3 | 23 | 23 | 78 | −55  | Descenso a Categoría Regional                            |

 Fuente: Fútbol Regional

### Grupo II
| Pos. | Equipo                    | Pts. | PJ | G  | E  | P  | GF | GC | Dif. | Clasificación                                            |
| ---- | ------------------------- | ---- | -- | -- | -- | -- | -- | -- | ---- | -------------------------------------------------------- |
| 1    | Real Avilés C. F.         | 51   | 30 | 25 | 1  | 4  | 92 | 17 | +75  | Acceso a Promoción de ascenso para campeones de grupo    |
| 2    | C. D. Ensidesa            | 42   | 30 | 17 | 8  | 5  | 63 | 27 | +36  | Acceso a Promoción de ascenso para subcampeones de grupo |
| 3    | Candás C. F.              | 41   | 30 | 17 | 7  | 6  | 58 | 34 | +24  |                                                          |
| 4    | Atlético Gijón            | 40   | 30 | 16 | 8  | 6  | 51 | 29 | +22  |                                                          |
| 5    | Caudal Deportivo          | 37   | 30 | 15 | 7  | 8  | 59 | 43 | +16  |                                                          |
| 6    | S. D. Vetusta             | 36   | 30 | 15 | 6  | 9  | 54 | 35 | +19  |                                                          |
| 7    | El Entrego C. D.          | 33   | 30 | 12 | 9  | 9  | 48 | 40 | +8   |                                                          |
| 8    | C. D. Praviano            | 32   | 30 | 11 | 10 | 9  | 43 | 33 | +10  |                                                          |
| 9    | C. D. Turón               | 30   | 30 | 11 | 8  | 11 | 34 | 34 | 0    |                                                          |
| 10   | C. D. San Martín          | 30   | 30 | 10 | 10 | 10 | 52 | 60 | −8   |                                                          |
| 11   | Club Marino de Luanco (D) | 28   | 30 | 9  | 10 | 11 | 32 | 41 | −9   | Descenso a Categoría Regional                            |
| 12   | Club Siero (D)            | 25   | 30 | 9  | 7  | 14 | 29 | 53 | −24  | Descenso a Categoría Regional                            |
| 13   | Laviana C. F. (D)         | 23   | 30 | 8  | 7  | 15 | 30 | 46 | −16  | Descenso a Categoría Regional                            |
| 14   | Carbayedo C. F. (D)       | 16   | 30 | 5  | 6  | 19 | 32 | 60 | −28  | Descenso a Categoría Regional                            |
| 15   | Club Calzada (D)          | 10   | 30 | 3  | 4  | 23 | 18 | 76 | −58  | Descenso a Categoría Regional                            |
| 16   | Santa Marina C. F. (D)    | 6    | 30 | 1  | 4  | 25 | 25 | 92 | −67  | Descenso a Categoría Regional                            |

 Fuente: Fútbol Regional

### Grupo III
| Pos. | Equipo                       | Pts. | PJ | G  | E | P  | GF | GC | Dif. | Clasificación                                            |
| ---- | ---------------------------- | ---- | -- | -- | - | -- | -- | -- | ---- | -------------------------------------------------------- |
| 1    | S. D. Indauchu               | 48   | 30 | 21 | 6 | 3  | 68 | 28 | +40  | Acceso a Promoción de ascenso para campeones de grupo    |
| 2    | Club Baracaldo Altos Hornos  | 44   | 30 | 20 | 4 | 6  | 66 | 25 | +41  | Acceso a Promoción de ascenso para subcampeones de grupo |
| 3    | Bilbao Atlético              | 43   | 30 | 19 | 5 | 6  | 70 | 30 | +40  |                                                          |
| 4    | C. D. Villosa                | 40   | 30 | 18 | 4 | 8  | 60 | 33 | +27  |                                                          |
| 5    | Club Sestao                  | 34   | 30 | 14 | 6 | 10 | 56 | 42 | +14  |                                                          |
| 6    | C. D. Basconia               | 33   | 30 | 13 | 7 | 10 | 47 | 47 | 0    |                                                          |
| 7    | Arenas Club                  | 29   | 30 | 13 | 3 | 14 | 37 | 38 | −1   |                                                          |
| 8    | C. D. Guecho                 | 27   | 30 | 10 | 7 | 13 | 40 | 38 | +2   |                                                          |
| 9    | S. D. Rayo Cantabria         | 27   | 30 | 12 | 3 | 15 | 45 | 48 | −3   |                                                          |
| 10   | Club Erandio                 | 27   | 30 | 9  | 9 | 12 | 35 | 41 | −6   |                                                          |
| 11   | C. D. Santurce (D)           | 26   | 30 | 10 | 6 | 14 | 43 | 48 | −5   | Descenso a Categoría Regional                            |
| 12   | S. D. Amorebieta (D)         | 23   | 30 | 10 | 3 | 17 | 47 | 62 | −15  | Descenso a Categoría Regional                            |
| 13   | S. D. Deusto-Universidad (D) | 22   | 30 | 9  | 4 | 17 | 34 | 62 | −28  | Descenso a Categoría Regional                            |
| 14   | Club Portugalete (D)         | 21   | 30 | 7  | 7 | 16 | 28 | 54 | −26  | Descenso a Categoría Regional                            |
| 15   | U. M. Escobedo (D)           | 21   | 30 | 8  | 5 | 17 | 36 | 73 | −37  | Descenso a Categoría Regional                            |
| 16   | C. D. Galdácano (D)          | 15   | 30 | 6  | 3 | 21 | 23 | 66 | −43  | Descenso a Categoría Regional                            |

 Fuente: Fútbol Regional

### Grupo IV
| Pos. | Equipo               | Pts. | PJ | G  | E | P  | GF | GC | Dif. | Clasificación                                            |
| ---- | -------------------- | ---- | -- | -- | - | -- | -- | -- | ---- | -------------------------------------------------------- |
| 1    | Deportivo Alavés     | 48   | 30 | 20 | 8 | 2  | 64 | 22 | +42  | Acceso a Promoción de ascenso para campeones de grupo    |
| 2    | S. D. Eibar          | 46   | 30 | 21 | 4 | 5  | 71 | 26 | +45  | Acceso a Promoción de ascenso para subcampeones de grupo |
| 3    | C. D. Tudelano       | 38   | 30 | 15 | 8 | 7  | 71 | 44 | +27  |                                                          |
| 4    | Real Unión de Irún   | 34   | 30 | 13 | 8 | 9  | 43 | 33 | +10  |                                                          |
| 5    | San Sebastián C. F.  | 33   | 30 | 14 | 5 | 11 | 57 | 54 | +3   |                                                          |
| 6    | C. D. Oberena        | 33   | 30 | 13 | 7 | 10 | 51 | 40 | +11  |                                                          |
| 7    | Club Chantrea        | 32   | 30 | 14 | 4 | 12 | 49 | 49 | 0    |                                                          |
| 8    | C. D. Logroñés       | 31   | 30 | 12 | 7 | 11 | 59 | 35 | +24  |                                                          |
| 9    | C. D. Calahorra      | 30   | 30 | 13 | 4 | 13 | 47 | 49 | −2   |                                                          |
| 10   | C. D. Motrico        | 28   | 30 | 11 | 6 | 13 | 43 | 54 | −11  |                                                          |
| 11   | Haro Deportivo (D)   | 25   | 30 | 11 | 3 | 16 | 59 | 65 | −6   | Descenso a Categoría Regional                            |
| 12   | C. D. Mirandés (D)   | 23   | 30 | 9  | 5 | 16 | 41 | 72 | −31  | Descenso a Categoría Regional                            |
| 13   | C. D. Elgoibar (D)   | 21   | 30 | 9  | 3 | 18 | 39 | 68 | −29  | Descenso a Categoría Regional                            |
| 14   | J. D. Mondragón (D)  | 20   | 30 | 6  | 8 | 16 | 46 | 67 | −21  | Descenso a Categoría Regional                            |
| 15   | S. D. Euskalduna (D) | 20   | 30 | 7  | 6 | 17 | 35 | 65 | −30  | Descenso a Categoría Regional                            |
| 16   | C. D. Touring (D)    | 18   | 30 | 5  | 8 | 17 | 43 | 75 | −32  | Descenso a Categoría Regional                            |

 Fuente: Fútbol Regional

### Grupo V
| Pos. | Equipo                            | Pts. | PJ | G  | E | P  | GF | GC  | Dif. | Clasificación                                            |
| ---- | --------------------------------- | ---- | -- | -- | - | -- | -- | --- | ---- | -------------------------------------------------------- |
| 1    | S. D. Huesca                      | 49   | 30 | 21 | 7 | 2  | 79 | 19  | +60  | Acceso a Promoción de ascenso para campeones de grupo    |
| 2    | Aragón C. F.                      | 46   | 30 | 21 | 4 | 5  | 83 | 20  | +63  | Acceso a Promoción de ascenso para subcampeones de grupo |
| 3    | C. D. Teruel                      | 39   | 30 | 15 | 9 | 6  | 66 | 33  | +33  |                                                          |
| 4    | U. D. Barbastro                   | 39   | 30 | 16 | 7 | 7  | 54 | 31  | +23  |                                                          |
| 5    | C. D. Calvo Sotelo Andorra        | 38   | 30 | 17 | 4 | 9  | 65 | 38  | +27  |                                                          |
| 6    | C. D. Numancia                    | 38   | 30 | 16 | 6 | 8  | 64 | 39  | +25  |                                                          |
| 7    | Atlético de Monzón                | 33   | 30 | 13 | 7 | 10 | 55 | 39  | +16  |                                                          |
| 8    | C. D. Binéfar                     | 32   | 30 | 13 | 6 | 11 | 49 | 32  | +17  |                                                          |
| 9    | C. D. Mequinenza (D)              | 30   | 30 | 13 | 4 | 13 | 55 | 60  | −5   | Descenso a Categoría Regional                            |
| 10   | Arenas S. D.                      | 29   | 30 | 10 | 9 | 11 | 36 | 44  | −8   |                                                          |
| 11   | C. D. Termoeléctrica Escatrón (D) | 25   | 30 | 10 | 5 | 15 | 44 | 75  | −31  | Descenso a Categoría Regional                            |
| 12   | C. D. Ejea                        | 22   | 30 | 10 | 2 | 18 | 60 | 68  | −8   |                                                          |
| 13   | Juvenil Jacetano (D)              | 21   | 30 | 9  | 3 | 18 | 43 | 80  | −37  | Descenso a Categoría Regional                            |
| 14   | Utebo C. F. (D)                   | 16   | 30 | 6  | 4 | 20 | 31 | 68  | −37  | Descenso a Categoría Regional                            |
| 15   | C. D. Épila F. J. (D)             | 11   | 30 | 4  | 3 | 23 | 32 | 106 | −74  | Descenso a Categoría Regional                            |
| 16   | C. D. Caspe (D)                   | 9    | 30 | 5  | 2 | 23 | 29 | 93  | −64  | Descenso a Categoría Regional                            |

 Fuente: Fútbol Regional
Notas:
1. ↑  El C. D. Mequinenza renunció a su plaza.
2. ↑  La Arenas S. D. jugó una promoción de permanencia ante el G. D. Lamusa E. D., la superó y logró permanecer.
3. ↑  El C. D. Ejea fue repescado para ocupar la plaza del C. D. Mequinenza.
4. ↑  El C. D. Caspe tuvo tres puntos menos por sanción federativa.

### Grupos VI-VII
| Pos. | Equipo                       | Pts. | PJ | G  | E  | P  | GF | GC | Dif. | Clasificación                                            |
| ---- | ---------------------------- | ---- | -- | -- | -- | -- | -- | -- | ---- | -------------------------------------------------------- |
| 1    | C. D. Condal                 | 57   | 38 | 26 | 5  | 7  | 65 | 34 | +31  | Acceso a Promoción de ascenso para campeones de grupo    |
| 2    | C. D. Tarrasa                | 48   | 38 | 20 | 8  | 10 | 64 | 45 | +19  | Acceso a Promoción de ascenso para campeones de grupo    |
| 3    | Gimnástico de Tarragona      | 48   | 38 | 19 | 10 | 9  | 83 | 45 | +38  | Acceso a Promoción de ascenso para subcampeones de grupo |
| 4    | C. F. Calella                | 45   | 38 | 19 | 7  | 12 | 72 | 46 | +26  | Acceso a Promoción de ascenso para subcampeones de grupo |
| 5    | C. D. San Andrés             | 43   | 38 | 15 | 13 | 10 | 51 | 49 | +2   |                                                          |
| 6    | C. F. Lloret                 | 43   | 38 | 17 | 9  | 12 | 49 | 47 | +2   |                                                          |
| 7    | U. D. Olot                   | 41   | 38 | 18 | 5  | 15 | 71 | 46 | +25  |                                                          |
| 8    | Gerona C. F.                 | 39   | 38 | 15 | 9  | 14 | 59 | 53 | +6   |                                                          |
| 9    | C. D. Tortosa                | 39   | 38 | 14 | 11 | 13 | 47 | 59 | −12  |                                                          |
| 10   | U. D. Figueras               | 38   | 38 | 14 | 10 | 14 | 67 | 63 | +4   |                                                          |
| 11   | C. F. Reus Deportivo         | 37   | 38 | 17 | 3  | 18 | 54 | 54 | 0    |                                                          |
| 12   | Atlético Cataluña C. F.      | 37   | 38 | 14 | 9  | 15 | 72 | 64 | +8   |                                                          |
| 13   | C. F. Gavà                   | 37   | 38 | 13 | 11 | 14 | 73 | 88 | −15  |                                                          |
| 14   | C. F. Palafrugell            | 35   | 38 | 12 | 11 | 15 | 42 | 57 | −15  |                                                          |
| 15   | C. D. Granollers (D)         | 35   | 38 | 14 | 7  | 17 | 59 | 69 | −10  | Descenso a Categoría Regional                            |
| 16   | U. D. Sans (D)               | 33   | 38 | 14 | 5  | 19 | 46 | 60 | −14  | Descenso a Categoría Regional                            |
| 17   | C. F. Villanueva y la Geltrú | 32   | 38 | 15 | 2  | 21 | 67 | 69 | −2   |                                                          |
| 18   | C. F. Igualada               | 28   | 38 | 10 | 8  | 20 | 44 | 69 | −25  |                                                          |
| 19   | A. D. Guíxols (D)            | 23   | 38 | 10 | 3  | 25 | 51 | 89 | −38  | Descenso a Categoría Regional                            |
| 20   | C. D. Manresa (D)            | 22   | 38 | 4  | 14 | 20 | 42 | 78 | −36  | Descenso a Categoría Regional                            |

 Fuente: Fútbol Regional
Notas:
1. 1 2 3 4  Del 15º al 18º puesto jugaron una promoción de permanencia ante cuatro equipos de regional, divididos en dos grupos. En el Grupo I el C. D. Granollers descendió y el C. F. Igualada se salvó, mientras que en el Grupo II la U. D. Sans descendió y el C. F. Villanueva y la Geltrú permaneció en la categoría.

### Grupo VIII
| Pos. | Equipo                       | Pts. | PJ | G  | E | P  | GF | GC | Dif. | Clasificación                                            |
| ---- | ---------------------------- | ---- | -- | -- | - | -- | -- | -- | ---- | -------------------------------------------------------- |
| 1    | C. D. Atlético Baleares      | 39   | 22 | 18 | 3 | 1  | 70 | 9  | +61  | Acceso a Promoción de ascenso para campeones de grupo    |
| 2    | U. D. Mahón                  | 33   | 22 | 15 | 3 | 4  | 51 | 17 | +34  | Acceso a Promoción de ascenso para subcampeones de grupo |
| 3    | S. D. Ibiza                  | 30   | 22 | 12 | 6 | 4  | 38 | 19 | +19  |                                                          |
| 4    | C. D. Menorca                | 29   | 22 | 12 | 5 | 5  | 39 | 19 | +20  |                                                          |
| 5    | U. P. Santa Catalina         | 20   | 22 | 8  | 4 | 10 | 36 | 31 | +5   |                                                          |
| 6    | U. D. Poblense               | 20   | 22 | 7  | 6 | 9  | 25 | 34 | −9   |                                                          |
| 7    | C. D. Manacor                | 20   | 22 | 8  | 4 | 10 | 19 | 42 | −23  |                                                          |
| 8    | C. D. Soledad                | 19   | 22 | 7  | 5 | 10 | 29 | 39 | −10  |                                                          |
| 9    | C. D. Binisalem (D)          | 18   | 22 | 5  | 8 | 9  | 26 | 34 | −8   | Descenso a Categoría Regional                            |
| 10   | C. F. Palma (D)              | 15   | 22 | 5  | 5 | 12 | 15 | 40 | −25  | Descenso a Categoría Regional                            |
| 11   | C. D. Atlético Ciudadela (D) | 11   | 22 | 3  | 5 | 14 | 17 | 56 | −39  | Descenso a Categoría Regional                            |
| 12   | C. D. Alayor (D)             | 10   | 22 | 4  | 2 | 16 | 10 | 35 | −25  | Descenso a Categoría Regional                            |

 Fuente: Fútbol Regional

### Grupo IX
| Pos. | Equipo                       | Pts. | PJ | G  | E  | P  | GF | GC | Dif. | Clasificación                                            |
| ---- | ---------------------------- | ---- | -- | -- | -- | -- | -- | -- | ---- | -------------------------------------------------------- |
| 1    | Onteniente C. F.             | 50   | 34 | 22 | 6  | 6  | 64 | 27 | +37  | Acceso a Promoción de ascenso para campeones de grupo    |
| 2    | C. F. Gandía                 | 43   | 34 | 19 | 5  | 10 | 62 | 40 | +22  | Acceso a Promoción de ascenso para subcampeones de grupo |
| 3    | Villarreal C. F.             | 39   | 34 | 18 | 3  | 13 | 54 | 35 | +19  |                                                          |
| 4    | C. D. Acero                  | 38   | 34 | 16 | 6  | 12 | 50 | 40 | +10  |                                                          |
| 5    | S. D. Sueca                  | 38   | 34 | 15 | 8  | 11 | 55 | 46 | +9   |                                                          |
| 6    | C. D. Onda                   | 37   | 34 | 15 | 7  | 12 | 45 | 40 | +5   |                                                          |
| 7    | Atlético Levante             | 37   | 34 | 14 | 9  | 11 | 54 | 44 | +10  |                                                          |
| 8    | Paiporta C. F.               | 37   | 34 | 14 | 9  | 11 | 50 | 66 | −16  |                                                          |
| 9    | C. D. Benicarló              | 35   | 34 | 13 | 9  | 12 | 53 | 52 | +1   |                                                          |
| 10   | Torrente C. F.               | 34   | 34 | 12 | 10 | 12 | 45 | 44 | +1   |                                                          |
| 11   | C. D. Buñol (D)              | 32   | 34 | 11 | 10 | 13 | 43 | 47 | −4   | Descenso a Categoría Regional                            |
| 12   | C. D. Burriana (D)           | 31   | 34 | 11 | 9  | 14 | 53 | 48 | +5   | Descenso a Categoría Regional                            |
| 13   | U. D. Alcira (D)             | 31   | 34 | 9  | 13 | 12 | 45 | 54 | −9   | Descenso a Categoría Regional                            |
| 14   | S. C. Requena (D)            | 30   | 34 | 12 | 6  | 16 | 53 | 61 | −8   | Descenso a Categoría Regional                            |
| 15   | U. D. Carcagente (D)         | 28   | 34 | 12 | 4  | 18 | 48 | 65 | −17  | Descenso a Categoría Regional                            |
| 16   | C. D. Jávea (D)              | 27   | 34 | 12 | 3  | 19 | 47 | 66 | −19  | Descenso a Categoría Regional                            |
| 17   | C. D. Olímpico de Játiva (D) | 26   | 34 | 10 | 6  | 18 | 40 | 51 | −11  | Descenso a Categoría Regional                            |
| 18   | Atlético Saguntino (D)       | 19   | 34 | 7  | 5  | 22 | 26 | 61 | −35  | Descenso a Categoría Regional                            |

 Fuente: Fútbol Regional

### Grupo X
| Pos. | Equipo                   | Pts. | PJ | G  | E  | P  | GF | GC | Dif. | Clasificación                                            |
| ---- | ------------------------ | ---- | -- | -- | -- | -- | -- | -- | ---- | -------------------------------------------------------- |
| 1    | C. D. Ilicitano          | 45   | 30 | 19 | 7  | 4  | 70 | 26 | +44  | Acceso a Promoción de ascenso para campeones de grupo    |
| 2    | C. D. Eldense            | 39   | 30 | 18 | 3  | 9  | 58 | 23 | +35  | Acceso a Promoción de ascenso para subcampeones de grupo |
| 3    | C. D. Cartagena          | 37   | 30 | 17 | 3  | 10 | 59 | 34 | +25  |                                                          |
| 4    | Albacete Balompié        | 35   | 30 | 15 | 5  | 10 | 54 | 38 | +16  |                                                          |
| 5    | Novelda C. F.            | 34   | 30 | 13 | 8  | 9  | 45 | 39 | +6   |                                                          |
| 6    | Orihuela Deportiva C. F. | 32   | 30 | 12 | 8  | 10 | 37 | 35 | +2   |                                                          |
| 7    | Benidorm C. F.           | 31   | 30 | 12 | 7  | 11 | 47 | 43 | +4   |                                                          |
| 8    | Imperial C. F.           | 31   | 30 | 13 | 5  | 12 | 41 | 40 | +1   |                                                          |
| 9    | C. D. La Unión           | 30   | 30 | 12 | 6  | 12 | 44 | 47 | −3   |                                                          |
| 10   | Águilas C. F.            | 29   | 30 | 11 | 7  | 12 | 42 | 47 | −5   |                                                          |
| 11   | Atlético Cartagena (D)   | 28   | 30 | 9  | 10 | 11 | 48 | 45 | +3   | Descenso a Categoría Regional                            |
| 12   | Rayo Ibense C. F. (D)    | 26   | 30 | 10 | 6  | 14 | 36 | 62 | −26  | Descenso a Categoría Regional                            |
| 13   | Yeclano C. F. (D)        | 24   | 30 | 11 | 4  | 15 | 54 | 68 | −14  | Descenso a Categoría Regional                            |
| 14   | A. P. Almansa (D)        | 24   | 30 | 10 | 4  | 16 | 41 | 58 | −17  | Descenso a Categoría Regional                            |
| 15   | Alicante C. F. (D)       | 24   | 30 | 10 | 4  | 16 | 39 | 45 | −6   | Descenso a Categoría Regional                            |
| 16   | Cieza C. F. (D)          | 9    | 30 | 3  | 3  | 24 | 23 | 88 | −65  | Descenso a Categoría Regional                            |

 Fuente: Fútbol Regional

### Grupo XI
| Pos. | Equipo                             | Pts. | PJ | G  | E | P  | GF | GC | Dif. | Clasificación                                            |
| ---- | ---------------------------------- | ---- | -- | -- | - | -- | -- | -- | ---- | -------------------------------------------------------- |
| 1    | R. B. Linense                      | 46   | 30 | 19 | 8 | 3  | 56 | 20 | +36  | Acceso a Promoción de ascenso para campeones de grupo    |
| 2    | C. D. Almería                      | 44   | 30 | 21 | 2 | 7  | 57 | 23 | +34  | Acceso a Promoción de ascenso para subcampeones de grupo |
| 3    | Algeciras C. F.                    | 43   | 30 | 19 | 5 | 6  | 62 | 25 | +37  |                                                          |
| 4    | Melilla C. F.                      | 37   | 30 | 16 | 5 | 9  | 51 | 28 | +23  |                                                          |
| 5    | Linares C. F.                      | 36   | 30 | 15 | 6 | 9  | 56 | 26 | +30  |                                                          |
| 6    | Atlético Marbella                  | 35   | 30 | 14 | 7 | 9  | 50 | 35 | +15  |                                                          |
| 7    | C. D. Estepona                     | 34   | 30 | 15 | 4 | 11 | 42 | 48 | −6   |                                                          |
| 8    | Atlético Malagueño                 | 33   | 30 | 12 | 9 | 9  | 36 | 28 | +8   |                                                          |
| 9    | C. D. Iliturgi                     | 32   | 30 | 14 | 4 | 12 | 50 | 37 | +13  |                                                          |
| 10   | Adra C. F.                         | 31   | 30 | 12 | 7 | 11 | 30 | 38 | −8   |                                                          |
| 11   | C. D. Fuengirola (D)               | 29   | 30 | 11 | 7 | 12 | 44 | 43 | +1   | Descenso a Categoría Regional                            |
| 12   | Recreativo Granada (D)             | 27   | 30 | 12 | 3 | 15 | 40 | 44 | −4   | Descenso a Categoría Regional                            |
| 13   | Juventud de Torremolinos C. F. (D) | 20   | 30 | 6  | 8 | 16 | 28 | 54 | −26  | Descenso a Categoría Regional                            |
| 14   | Hispania F. J. (D)                 | 12   | 30 | 3  | 6 | 21 | 27 | 64 | −37  | Descenso a Categoría Regional                            |
| 15   | Olímpica Victoriana C. F. (D)      | 11   | 30 | 3  | 5 | 22 | 19 | 88 | −69  | Descenso a Categoría Regional                            |
| 16   | Vandalia C. F. (D)                 | 10   | 30 | 3  | 4 | 23 | 22 | 69 | −47  | Descenso a Categoría Regional                            |

 Fuente: Fútbol Regional

### Grupo XII
| Pos. | Equipo                    | Pts. | PJ | G  | E | P  | GF | GC | Dif. | Clasificación                                            |
| ---- | ------------------------- | ---- | -- | -- | - | -- | -- | -- | ---- | -------------------------------------------------------- |
| 1    | Recreatovo Portuense      | 52   | 30 | 23 | 6 | 1  | 72 | 22 | +50  | Acceso a Promoción de ascenso para campeones de grupo    |
| 2    | Sevilla Atlético          | 50   | 30 | 22 | 6 | 2  | 74 | 17 | +57  |                                                          |
| 3    | Jerez Industrial C. F.    | 48   | 30 | 22 | 4 | 4  | 75 | 29 | +46  | Acceso a Promoción de ascenso para subcampeones de grupo |
| 4    | Triana Balompié           | 40   | 30 | 18 | 4 | 8  | 62 | 32 | +30  |                                                          |
| 5    | C. D. San Fernando        | 36   | 30 | 15 | 6 | 9  | 65 | 32 | +33  |                                                          |
| 6    | C. D. Alcalá              | 36   | 30 | 17 | 2 | 11 | 52 | 30 | +22  |                                                          |
| 7    | Balón de Cádiz C. F.      | 33   | 30 | 12 | 9 | 9  | 49 | 36 | +13  |                                                          |
| 8    | Atlético Sanluqueño C. F. | 32   | 30 | 14 | 4 | 12 | 46 | 35 | +11  |                                                          |
| 9    | Ayamonte C. F.            | 29   | 30 | 11 | 7 | 12 | 42 | 40 | +2   |                                                          |
| 10   | C. D. Rota                | 28   | 30 | 12 | 4 | 14 | 33 | 37 | −4   |                                                          |
| 11   | A. D. Carmona (D)         | 26   | 30 | 10 | 6 | 14 | 39 | 70 | −31  | Descenso a Categoría Regional                            |
| 12   | Coria C. F. (D)           | 17   | 30 | 6  | 5 | 19 | 25 | 58 | −33  | Descenso a Categoría Regional                            |
| 13   | C. D. Utrera (D)          | 15   | 30 | 5  | 5 | 20 | 34 | 71 | −37  | Descenso a Categoría Regional                            |
| 14   | La Palma C. F. (D)        | 13   | 30 | 5  | 3 | 22 | 27 | 76 | −49  | Descenso a Categoría Regional                            |
| 15   | Riotinto Balompié (D)     | 12   | 30 | 3  | 8 | 19 | 29 | 73 | −44  | Descenso a Categoría Regional                            |
| 16   | Atlético Onubense (D)     | 11   | 30 | 4  | 3 | 23 | 18 | 84 | −66  | Descenso a Categoría Regional                            |

 Fuente: Fútbol Regional
Notas:
1. ↑  El Sevilla Atlético no pudo disputar la promoción de ascenso debido al descenso del C. F. Sevilla a  Segunda División.
2. ↑  El Jerez Industrial C. F. ocupó el sitio del Sevilla Atlético en la promoción de ascenso.

### Grupo XIII
| Pos. | Equipo                                  | Pts. | PJ | G  | E | P  | GF | GC | Dif. | Clasificación                                            |
| ---- | --------------------------------------- | ---- | -- | -- | - | -- | -- | -- | ---- | -------------------------------------------------------- |
| 1    | Cultural Leonesa                        | 51   | 30 | 24 | 3 | 3  | 85 | 14 | +71  | Acceso a Promoción de ascenso para campeones de grupo    |
| 2    | U. D. Salamanca                         | 46   | 30 | 21 | 4 | 5  | 75 | 23 | +52  | Acceso a Promoción de ascenso para subcampeones de grupo |
| 3    | S. D. Ponferradina                      | 39   | 30 | 17 | 5 | 8  | 62 | 25 | +37  |                                                          |
| 4    | C. D. Béjar Industrial                  | 36   | 30 | 14 | 8 | 8  | 50 | 40 | +10  |                                                          |
| 5    | Recreativo Europa Delicias              | 36   | 30 | 14 | 8 | 8  | 49 | 35 | +14  |                                                          |
| 6    | S. D. Hulleras de Sabero                | 31   | 30 | 14 | 3 | 13 | 40 | 42 | −2   |                                                          |
| 7    | C. A. Bembibre                          | 31   | 30 | 13 | 5 | 12 | 37 | 41 | −4   |                                                          |
| 8    | S. D. Hullera Vasco-Leonesa             | 29   | 30 | 11 | 7 | 12 | 49 | 60 | −11  |                                                          |
| 9    | C. F. Júpiter Leonés                    | 29   | 30 | 11 | 7 | 12 | 45 | 46 | −1   |                                                          |
| 10   | C. D. San Juan de Burgos (D)            | 27   | 30 | 10 | 7 | 13 | 50 | 64 | −14  | Descenso a Categoría Regional                            |
| 11   | La Bañeza C. F. (D)                     | 27   | 30 | 10 | 7 | 13 | 41 | 46 | −5   | Descenso a Categoría Regional                            |
| 12   | S. D. Gimnástica Arandina (D)           | 24   | 30 | 10 | 4 | 16 | 49 | 61 | −12  | Descenso a Categoría Regional                            |
| 13   | C. D. Juventud del Círculo Católico (D) | 23   | 30 | 10 | 3 | 17 | 35 | 53 | −18  | Descenso a Categoría Regional                            |
| 14   | C. D. Salmantino (D)                    | 21   | 30 | 8  | 5 | 17 | 35 | 62 | −27  | Descenso a Categoría Regional                            |
| 15   | S. D. Gimnástica Medinense (D)          | 20   | 30 | 8  | 4 | 18 | 29 | 69 | −40  | Descenso a Categoría Regional                            |
| 16   | Castilla C. F. de Palencia (D)          | 10   | 30 | 3  | 4 | 23 | 18 | 68 | −50  | Descenso a Categoría Regional                            |

 Fuente: Fútbol Regional

### Grupo XIV
| Pos. | Equipo                      | Pts. | PJ | G  | E  | P  | GF  | GC | Dif. | Clasificación                                            |
| ---- | --------------------------- | ---- | -- | -- | -- | -- | --- | -- | ---- | -------------------------------------------------------- |
| 1    | A. D. Plus Ultra            | 56   | 34 | 27 | 2  | 5  | 104 | 21 | +83  | Acceso a Promoción de ascenso para campeones de grupo    |
| 2    | Talavera C. F.              | 47   | 34 | 22 | 3  | 9  | 71  | 38 | +33  | Acceso a Promoción de ascenso para subcampeones de grupo |
| 3    | S. D. Gimnástica Segoviana  | 44   | 34 | 21 | 2  | 11 | 81  | 44 | +37  |                                                          |
| 4    | Atlético Calvo Sotelo       | 43   | 34 | 21 | 1  | 12 | 79  | 45 | +34  |                                                          |
| 5    | C. D. Quintanar de la Orden | 41   | 34 | 16 | 9  | 9  | 49  | 37 | +12  |                                                          |
| 6    | C. D. Manchego              | 41   | 34 | 17 | 7  | 10 | 42  | 37 | +5   |                                                          |
| 7    | C. D. Askar                 | 41   | 34 | 17 | 7  | 10 | 57  | 36 | +21  |                                                          |
| 8    | C. D. Pegaso                | 40   | 34 | 18 | 4  | 12 | 53  | 47 | +6   |                                                          |
| 9    | Tomelloso C. F.             | 39   | 34 | 17 | 5  | 12 | 55  | 44 | +11  |                                                          |
| 10   | Reyfra Atlético O. J. E.    | 38   | 34 | 17 | 4  | 13 | 78  | 46 | +32  |                                                          |
| 11   | C. D. Femsa (D)             | 34   | 34 | 13 | 8  | 13 | 64  | 64 | 0    | Descenso a Categoría Regional                            |
| 12   | U. D. Socuéllamos C. F. (D) | 34   | 34 | 12 | 10 | 12 | 37  | 37 | 0    | Descenso a Categoría Regional                            |
| 13   | Ávila C. F. (D)             | 30   | 34 | 11 | 8  | 15 | 51  | 53 | −2   | Descenso a Categoría Regional                            |
| 14   | U. D. Santa Bárbara (D)     | 22   | 34 | 8  | 6  | 20 | 33  | 82 | −49  | Descenso a Categoría Regional                            |
| 15   | C. D. Guadalajara (D)       | 22   | 34 | 8  | 6  | 20 | 35  | 69 | −34  | Descenso a Categoría Regional                            |
| 16   | C. D. Toledo (D)            | 19   | 34 | 8  | 3  | 23 | 45  | 87 | −42  | Descenso a Categoría Regional                            |
| 17   | C. D. Villarrobledo (D)     | 12   | 34 | 5  | 2  | 27 | 31  | 98 | −67  | Descenso a Categoría Regional                            |
| 18   | Pedro Muñoz C. F. (D)       | 9    | 34 | 3  | 3  | 28 | 13  | 93 | −80  | Descenso a Categoría Regional                            |

 Fuente: Fútbol Regional

### Grupo XV
| Pos. | Equipo                      | Pts. | PJ | G  | E  | P  | GF | GC  | Dif. | Clasificación                                            |
| ---- | --------------------------- | ---- | -- | -- | -- | -- | -- | --- | ---- | -------------------------------------------------------- |
| 1    | C. D. Cacereño              | 52   | 34 | 22 | 8  | 4  | 64 | 31  | +33  | Acceso a Promoción de ascenso para campeones de grupo    |
| 2    | Valdepeñas C. F.            | 47   | 34 | 20 | 7  | 7  | 65 | 37  | +28  | Acceso a Promoción de ascenso para subcampeones de grupo |
| 3    | C. D. Colonia Moscardó      | 46   | 34 | 20 | 6  | 8  | 58 | 28  | +30  |                                                          |
| 4    | Mérida Industrial C. F.     | 46   | 34 | 20 | 6  | 8  | 71 | 33  | +38  |                                                          |
| 5    | R. S. D. Alcalá             | 45   | 34 | 21 | 3  | 10 | 73 | 44  | +29  |                                                          |
| 6    | C. F. Extremadura           | 44   | 34 | 18 | 8  | 8  | 73 | 31  | +42  |                                                          |
| 7    | S. R. Boetticher y Navarro  | 44   | 31 | 20 | 4  | 7  | 73 | 42  | +31  |                                                          |
| 8    | C. D. Carabanchel           | 38   | 34 | 15 | 8  | 11 | 67 | 50  | +17  |                                                          |
| 9    | C. D. Plasencia             | 37   | 34 | 15 | 7  | 12 | 53 | 27  | +26  |                                                          |
| 10   | Aviaco Madrileño C. F.      | 37   | 34 | 13 | 11 | 10 | 61 | 34  | +27  |                                                          |
| 11   | Club Getafe Kelvinator (D)  | 37   | 34 | 14 | 9  | 11 | 63 | 53  | +10  | Descenso a Categoría Regional                            |
| 12   | Aranjuez C. F. (D)          | 32   | 34 | 12 | 8  | 14 | 69 | 66  | +3   | Descenso a Categoría Regional                            |
| 13   | C. D. Díter Zafra (D)       | 31   | 34 | 11 | 9  | 14 | 49 | 53  | −4   | Descenso a Categoría Regional                            |
| 14   | U. B. Conquense (D)         | 28   | 34 | 12 | 4  | 18 | 50 | 72  | −22  | Descenso a Categoría Regional                            |
| 15   | C. F. Olivenza (D)          | 14   | 34 | 4  | 6  | 24 | 29 | 86  | −57  | Descenso a Categoría Regional                            |
| 16   | C. D. Leganés (D)           | 13   | 34 | 3  | 7  | 24 | 29 | 84  | −55  | Descenso a Categoría Regional                            |
| 17   | C. D. Don Benito (D)        | 13   | 34 | 5  | 3  | 26 | 26 | 103 | −77  | Descenso a Categoría Regional                            |
| 18   | Imperio C. F. de Mérida (D) | 8    | 34 | 2  | 4  | 28 | 25 | 104 | −79  | Descenso a Categoría Regional                            |

 Fuente: Fútbol Regional

## Promoción de ascenso a Segunda División

### Equipos clasificados
Los siguientes equipos se clasificaron para la promoción de ascenso a Segunda División:
En negrita se indican los equipos que ascendieron a Segunda División.
| Grupo I          | Grupo II          | Grupo III                      | Grupo IV            | Grupo V      |
| ---------------- | ----------------- | ------------------------------ | ------------------- | ------------ |
| 1º CD Orense     | 1º Real Avilés CF | 1º SD Indauchu                 | 1º Deportivo Alavés | 1º SD Huesca |
| 2º SD Compostela | 2º CD Ensidesa    | 2º Club Baracaldo Altos Hornos | 2º SD Eibar         | 2º Aragón CF |

| Grupo VI-VII               | Grupo VI-VII  | Grupo VIII              | Grupo IX         | Grupo X         |
| -------------------------- | ------------- | ----------------------- | ---------------- | --------------- |
| 1º CD Condal               | 2º CD Tarrasa | 1º CD Atlético Baleares | 1º Onteniente CF | 1º CD Ilicitano |
| 3º Gimnástico de Tarragona | 4º CF Calella | 2º UD Mahón             | 2º CF Gandía     | 2º CD Eldense   |

| Grupo XI      | Grupo XII               | Grupo XIII          | Grupo XIV        | Grupo XV         |
| ------------- | ----------------------- | ------------------- | ---------------- | ---------------- |
| 1º RB Linense | 1º Recreativo Portuense | 1º Cultural Leonesa | 1º AD Plus Ultra | 1º CD Cacereño   |
| 2º CD Almería | 3º Jerez Industrial CF  | 2º UD Salamanca     | 2º Talavera CF   | 2º Valdepeñas CF |

|  | Clasificado para la Promoción de campeones de grupo ( si obtuvo el ascenso)                          |
|  | Clasificado para la Promoción de subcampeones de grupo y de segunda división ( si obtuvo el ascenso) |

### Equipos ascendidos
Los siguientes equipos ascendieron a Segunda División:
| - Deportivo Alavés | - Club Deportivo Ilicitano | - Sociedad Deportiva Indauchu | - Jerez Industrial Club de Fútbol | - Onteniente Club de Fútbol |